# Propalaeotherium
A Propalaeotherium az emlősök (Mammalia) osztályának a páratlanujjú patások (Perissodactyla) rendjébe, ezen belül a Palaeotheriidae családjába tartozó kihalt nem, amelynek képviselői az eocén korban éltek.

## Rendszerezés
Eddig két Propalaeotherium-fajt fedeztek fel:
- Propalaeotherium parvulum
- Propalaeotherium hassiacum

## Tudnivalók
A Propalaeotherium (neve „Palaeotherium előtti”t jelent, mivel a Palaeotherium ősének tekintik) az eocén kor erdeinek, macskanagyságú páratlanujjú patásai voltak. Az állatok inkább a tapírokhoz hasonlítottak, nem a lovakhoz. Marmagasságuk csak 30-60 centiméter volt. A Propalaeotherium tápláléka növényi eredetű volt: levelek és lehullott gyümölcsök. Az állatoknak nem voltak patái, hanem pataszerű körmei; négy-négy a mellső lábakon és három-három a hátsó lábakon. Ennek a nemnek nincs mai leszármazottja. Rokonából, a Hyracotheriumból fejlődtek ki a lovak és azok rokonai.

## Lelőhelyek
A Propalaeotherium két faját a németországi Messel lelőhelyen és Geiseltalban találták. Olyan jól megmaradt példányokat is találtak, hogy a tudósok meg tudták állapítani az állatok gyomrának tartalmát. Három Propalaeotherium példány vemhes volt.